# Amplificador de retroalimentació negativa

Figura 1: amplificador ideal de retroalimentació negativa

Un amplificador de retroalimentació negativa (o amplificador de retroalimentació) és un amplificador electrònic que resta una fracció de la seva sortida de la seva entrada, de manera que la retroalimentació negativa s'oposa al senyal original. La retroalimentació negativa aplicada pot millorar el seu rendiment (estabilitat del guany, linealitat, resposta de freqüència, resposta a l'esglaó) i redueix la sensibilitat a les variacions dels paràmetres degudes a la fabricació o l'entorn. A causa d'aquests avantatges, molts amplificadors i sistemes de control utilitzen retroalimentació negativa.
Un amplificador de retroalimentació negativa idealitzat tal com es mostra al diagrama és un sistema de tres elements (vegeu la figura 1):
- un amplificador amb guany AOL,
- una xarxa de retroalimentació β, que detecta el senyal de sortida i possiblement el transforma d'alguna manera (per exemple, atenuant-lo o filtrant- lo),
- un circuit sumador que actua com a restador (el cercle de la figura), que combina l'entrada i la sortida transformada.

## Visió general
Fonamentalment, tots els dispositius electrònics que proporcionen guany de potència (per exemple, tubs de buit, transistors bipolars, transistors MOS) són no lineals. Les operacions de retroalimentació negativa guanyen per a una major linealitat (reduint la distorsió) i poden oferir altres avantatges. Si no es dissenyen correctament, els amplificadors amb retroalimentació negativa poden, en algunes circumstàncies, tornar-se inestables perquè la retroalimentació esdevé positiva, donant lloc a un comportament no desitjat com l'oscil·lació. El criteri d'estabilitat de Nyquist desenvolupat per Harry Nyquist de Bell Laboratories s'utilitza per estudiar l'estabilitat dels amplificadors de retroalimentació.
Els amplificadors de retroalimentació comparteixen aquestes propietats:
Avantatges:
- Pot augmentar o disminuir la impedància d'entrada (segons el tipus de retroalimentació).

- Pot augmentar o disminuir la impedància de sortida (segons el tipus de retroalimentació).

- Redueix la distorsió total si s'aplica prou (augmenta la linealitat).

- Augmenta l'ample de banda.

- Desensibilitza el guany a les variacions dels components.

- Pot controlar la resposta de pas de l'amplificador.

Contres:
- Pot provocar inestabilitat si no es dissenya amb cura.
- El guany de l'amplificador disminueix.
- Les impedàncies d'entrada i sortida d'un amplificador de retroalimentació negativa ( amplificador de bucle tancat ) es tornen sensibles al guany d'un amplificador sense retroalimentació ( amplificador de bucle obert ), que exposa aquestes impedàncies a variacions en el guany de bucle obert, per exemple, a causa de variacions de paràmetres o no linealitat del guany de bucle obert.
- Canvia la composició de la distorsió (augment de l'audibilitat) si no s'aplica prou.

## Història
Paul Voigt va patentar un amplificador de retroalimentació negativa el gener de 1924, encara que la seva teoria no tenia detalls. Harold Stephen Black va inventar de manera independent l'amplificador de retroalimentació negativa mentre era passatger del ferri Lackawanna (des de la terminal de Hoboken a Manhattan) que anava a treballar als laboratoris Bell (situats a Manhattan en lloc de Nova Jersey el 1927) el 2 d'agost de 1927 (patent dels EUA 2.102, 1971 1971]). Black treballava per reduir la distorsió en els amplificadors repetidors utilitzats per a la transmissió telefònica. En un espai en blanc de la seva còpia de The New York Times, va registrar el diagrama que es troba a la figura 1 i les equacions derivades a continuació. El 8 d'agost de 1928, Black va presentar el seu invent a l'Oficina de Patents dels EUA, que va trigar més de 9 anys a emetre la patent. Black va escriure més tard: "Una de les raons del retard va ser que el concepte era tan contrari a les creences establertes que l'Oficina de Patents inicialment no creia que funcionés".

## Retroalimentació clàssica
Utilitzant el model de dos blocs unilaterals, simplement es deriven diverses conseqüències de la retroalimentació.

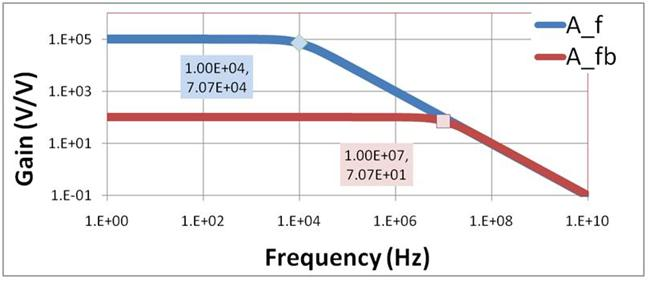
Figura 2: Guany en funció de la freqüència per a un amplificador unipolar amb i sense retroalimentació; les freqüències de cantonada estan etiquetades

### Reducció de guany
A continuació, el guany de tensió de l'amplificador amb realimentació, el guany de llaç tancat A FB, es deriva en termes del guany de l'amplificador sense realimentació, el guany de llaç obert A OL i el factor de realimentació β, que governa quant del senyal de sortida s'aplica a l'entrada (vegeu la figura 1). El guany de llaç obert A OL en general pot ser una funció tant de la freqüència com de la tensió; el paràmetre de retroalimentació β està determinat per la xarxa de retroalimentació que està connectada al voltant de l'amplificador. Per a un amplificador operacional, es poden utilitzar dues resistències que formen un divisor de tensió perquè la xarxa de retroalimentació estableixi β entre 0 i 1. Aquesta xarxa es pot modificar utilitzant elements reactius com condensadors o inductors per (a) donar guany de llaç tancat depenent de la freqüència com en els circuits d'equalització/control de to o (b) construir oscil·ladors. El guany de l'amplificador amb retroalimentació es deriva a continuació en el cas d'un amplificador de tensió amb retroalimentació de tensió.
Sense retroalimentació, la tensió d'entrada V′ in s'aplica directament a l'entrada de l'amplificador. La tensió de sortida corresponent és
{\displaystyle V_{\text{out}}=A_{\text{OL}}\cdot V'_{\text{in}}.}
Suposem ara que un bucle de retroalimentació atenuant aplica una fracció {\displaystyle \beta \cdot V_{\text{out}}} de la sortida a una de les entrades del subtractor de manera que es resta de la tensió d'entrada del circuit V aplicada a l'altra entrada del subtractor. El resultat de la resta aplicada a l'entrada de l'amplificador és
{\displaystyle V'_{\text{in}}=V_{\text{in}}-\beta \cdot V_{\text{out}}.}
Substituint per V′ a la primera expressió,
{\displaystyle V_{\text{out}}=A_{\text{OL}}(V_{\text{in}}-\beta \cdot V_{\text{out}}).}
Reordenació:
{\displaystyle V_{\text{out}}(1+\beta \cdot A_{\text{OL}})=V_{\text{in}}\cdot A_{\text{OL}}.}
Aleshores, el guany de l'amplificador amb retroalimentació, anomenat guany de bucle tancat, A FB ve donat per
{\displaystyle A_{\text{FB}}={\frac {V_{\text{out}}}{V_{\text{in}}}}={\frac {A_{\text{OL}}}{1+\beta \cdot A_{\text{OL}}}}.}
Si A OL ≫ 1, aleshores AFB ≈ 1 / β, i l'amplificació efectiva (o guany de bucle tancat) A FB s'estableix per la constant de realimentació β i, per tant, s'estableix per la xarxa de realimentació, generalment una xarxa reproduïble senzilla, de manera que la linealització i l'estabilització de les característiques d'amplificació són senzilles. Si hi ha condicions en què β AOL = -1, l'amplificador té una amplificació infinita: s'ha convertit en un oscil·lador i el sistema és inestable. Les característiques d'estabilitat del producte de retroalimentació de guany β A OL sovint es mostren i s'investiguen en una gràfica de Nyquist (una gràfica polar del guany/desplaçament de fase com a funció paramètrica de la freqüència). Una tècnica més senzilla, però menys general, utilitza trames de Bode.
La combinació L = −β AOL apareix habitualment en l'anàlisi de retroalimentació i s'anomena guany de bucle. La combinació (1 + β AOL) també apareix habitualment i s'anomena de diferents maneres com a factor de desensibilitat, diferència de rendiment o factor de millora.